# Lestrod Roland
Lestrod Roland (ur. 5 września 1992 w Basseterre) – lekkoatleta z Saint Kitts i Nevis, sprinter.
W 2009 brał udział w mistrzostwach świata juniorów młodszych w Bressanone, na których dotarł do półfinału biegu na 400 metrów. W 2012 reprezentował Saint Kitts i Nevis na igrzyskach olimpijskich w Londynie, gdzie, wraz z kolegami z reprezentacji, odpadł w eliminacjach i ustanowił rekord kraju (38,41). W 2014 zdobył srebro w sztafecie 4 × 200 metrów podczas IAAF World Relays.

## Osiągnięcia
| Rok  | Impreza                                  | Miejsce    | Konkurencja             | Lokata               | Wynik   |
| ---- | ---------------------------------------- | ---------- | ----------------------- | -------------------- | ------- |
| 2009 | Mistrzostwa świata juniorów młodszych    | Bressanone | bieg na 400 metrów      | półfinał             | 48,61   |
| 2012 | Igrzyska olimpijskie                     | Londyn     | sztafeta 4 × 100 metrów | eliminacje           | 38,41   |
| 2013 | Mistrzostwa Ameryki Środkowej i Karaibów | Morelia    | bieg na 400 metrów      | eliminacje           | 48,17   |
| 2013 | Mistrzostwa świata                       | Moskwa     | bieg na 200 metrów      | eliminacje           | 21,37   |
| 2013 | Mistrzostwa świata                       | Moskwa     | sztafeta 4 × 100 metrów | eliminacje           | 38,58   |
| 2014 | IAAF World Relays                        | Nassau     | sztafeta 4 × 200 metrów | 2. miejsce           | 1:20,51 |
| 2014 | Igrzyska Wspólnoty Narodów               | Glasgow    | bieg na 200 metrów      | eliminacje           | 21,42   |
| 2014 | Igrzyska Wspólnoty Narodów               | Glasgow    | bieg na 400 metrów      | eliminacje           | 47,17   |
| 2014 | Młodzieżowe mistrzostwa NACAC            | Kamloops   | bieg na 400 metrów      | 7. miejsce           | 47,79   |
| 2015 | Igrzyska panamerykańskie                 | Toronto    | bieg na 200 metrów      | eliminacje           | 21,02w  |
| 2015 | Igrzyska panamerykańskie                 | Toronto    | sztafeta 4 × 100 metrów | eliminacje           | 39,10   |
| 2015 | Mistrzostwa NACAC                        | San José   | bieg na 400 metrów      | eliminacje           | 46,30   |
| 2017 | IAAF World Relays                        | Nassau     | sztafeta 4 × 100 metrów | 8. miejsce (Finał B) | 41,07   |
| 2017 | IAAF World Relays                        | Nassau     | sztafeta 4 × 200 metrów | eliminacje           | 1:24,89 |

## Rekordy życiowe
- Bieg na 100 metrów – 10,28 (2014)
- Bieg na 200 metrów – 20,60 (2013) / 20,19w (2014)
- Bieg na 400 metrów – 46,30 (2015)

10 sierpnia 2012 sztafeta 4 × 100 metrów z Saint Kitts i Nevis w składzie Lestrod Roland, Jason Rogers, Antoine Adams, Brijesh Lawrence ustanowiła rekord kraju w tej konkurencji – 38,41.
24 maja 2014 wszedł w skład sztafety 4 × 200 metrów Saint Kitts i Nevis, która czasem 1:20,51 ustanowiła aktualny rekord kraju na tym dystansie.